# Alexandre Eremenko
Alexandre Eremenko, russisch Александр Эммануилович Еременко, Transkription Alexander Emmanuilowitsch Jerjomenko (* 1954 in Charkiw) ist ein aus der Ukraine stammender US-amerikanischer Mathematiker. Er ist Professor an der Purdue University.
Eremenko studierte Mathematik an der Nationalen Iwan-Franko-Universität Lemberg mit dem Abschluss 1976 und der Promotion 1979 bei Naum Samoilowitsch Landkof und Anatoli Asirowitsch Goldberg (1930–2008) an der Universität Rostow (Asymptotische Eigenschaften meromorpher und subharmonischer Funktionen). Bis 1990 war er in Charkiw am Institut für Physik tiefer Temperaturen und ging dann in die USA.
Er befasst sich mit geometrischer Funktionentheorie, Wertverteilungstheorie und komplexer Dynamik sowie mit mathematischer Physik.
In der komplexen Dynamik untersuchte er entkommende Mengen (Escaping Sets) bei der Iteration ganzer transzendenter Funktionen und vermutete, dass die Zusammenhangskomponenten dieser entkommenden Menge unbeschränkt sind (Vermutung von Eremenko). Die Vermutung wurde mittlerweile widerlegt.
2002 war er Invited Speaker auf dem Internationalen Mathematikerkongress in Peking (Value distribution theory and potential theory). Er erhielt den Humboldt-Forschungspreis und wurde 2013 Fellow der American Mathematical Society.

## Schriften
- mit Walter Hayman: On the length of lemniscates, Michigan Math. J., Band 46, 1999, S. 409–415
- mit anderen: Eleven papers on differential equations, AMS 1985 (Herausgeber Lev Leifman)
- Entire and meromorphic solutions of ordinary differential equations, in Complex Analysis I, Encyclopaedia of Mathematical Sciences 98, Springer Verlag 1997
- Anhang zu A. Goldberg, I. Ostrovskii: Distribution of values of meromorphic functions. American Mathematical Society, 2008